# Hemhausen
Hemhausen ist eine ehemalige Gemeinde im nördlichen Landkreis Freising. Der Ort liegt in der südlichen Hallertau, dem wichtigsten Hopfenanbaugebiet Deutschlands, etwa 15 Kilometer nördlich der Kreisstadt Freising. Seit 1978 ist Hemhausen ein Gemeindeteil des Marktes Au i.d.Hallertau. Der Ort zählt 56 Einwohner.

## Geschichte
Das Dorf wird erstmals bereits im Jahr 772 urkundlich erwähnt. Hemhausen gehörte zur Obmannschaft Herbersdorf im Herzogtum Bayern, zusammen mit den Orten Abens, (Grub)Anger, Dellnhausen, Harham, Herbersdorf, Holzhof, Mooshof, Piedendorf und Trillhof.
Im Zuge der Gemeindebildung nach dem Zweiten Gemeindeedikt entstand aus der Obmannschaft Herbersdorf über den Steuerdistrikt Hemhausen 1808 durch das bayerische Gemeindeedikt 1818 die selbständige Landgemeinde Hemhausen.
Mit der Gebietsreform in Bayern schloss sich Hemhausen mit Hirnkirchen am 1. Januar 1971 zur neuen Gemeinde Abens zusammen. Nach Auflösung dieser Gemeinde wurde Hemhausen am 1. Mai 1978 ein Gemeindeteil von Au in der Hallertau.

## Sehenswürdigkeiten
Das Ortsbild Hemhausens wird geprägt von der katholischen Kapelle, ein barockisierender Saalbau mit stark eingezogener Apsis und Giebelturm, bezeichnet mit „1925“.